# Тімгад
35°29′03″ пн. ш. 6°28′07″ сх. д. / 35.484237° пн. ш. 6.468666° сх. д.
Тімгад або Тамугас (лат. Thamugas) — римське місто в Північній Африці, на території сучасного Алжиру.
Місто Тамугас було засноване імператором Траяном близько 100 року н. е. ex nihilo (на порожньому місці), як військове поселення у передгір'ях Атлаських гір і було покликане захистити прибережні райони від набігів берберських кочівників.
Було спочатку заселене ветеранами-парфянами, які отримали землю в околицях. Спочатку сплановане, під 15 тисяч осіб, місто з часом розрослося, забудова вийшла за межі регулярної сіткової забудови. Серед збережених будівель — амфітеатр, терми, тріумфальна арка.
Руїни Тімгада — один з найдобріше збережених примірників римського міста, спроектованого під перпендикулярну забудову відповідно до римських традицій міського планування. У 1982 році Тімгад включений до списку Світової спадщини ЮНЕСКО.

## Галерея

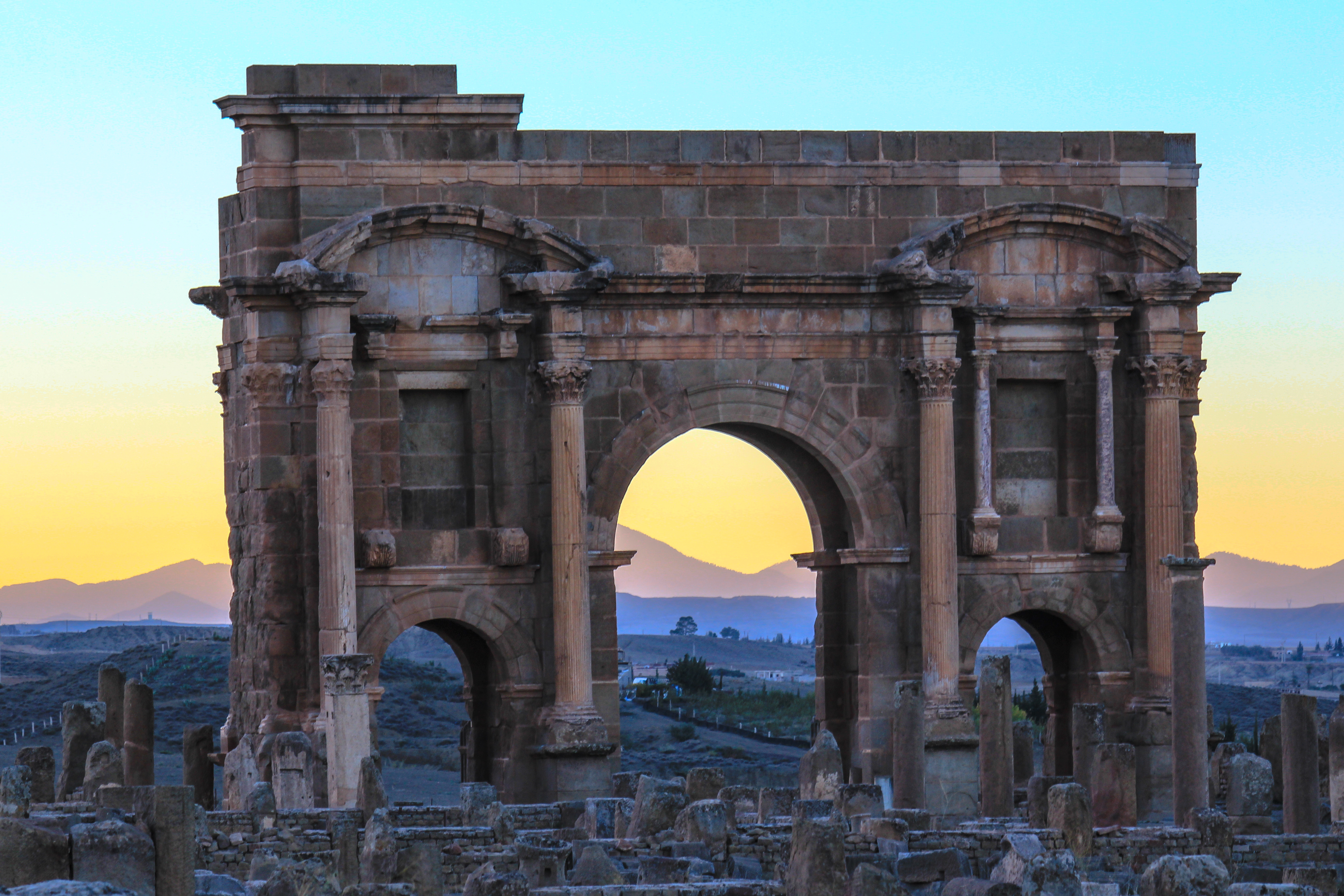
Триумфальная арка Траяна
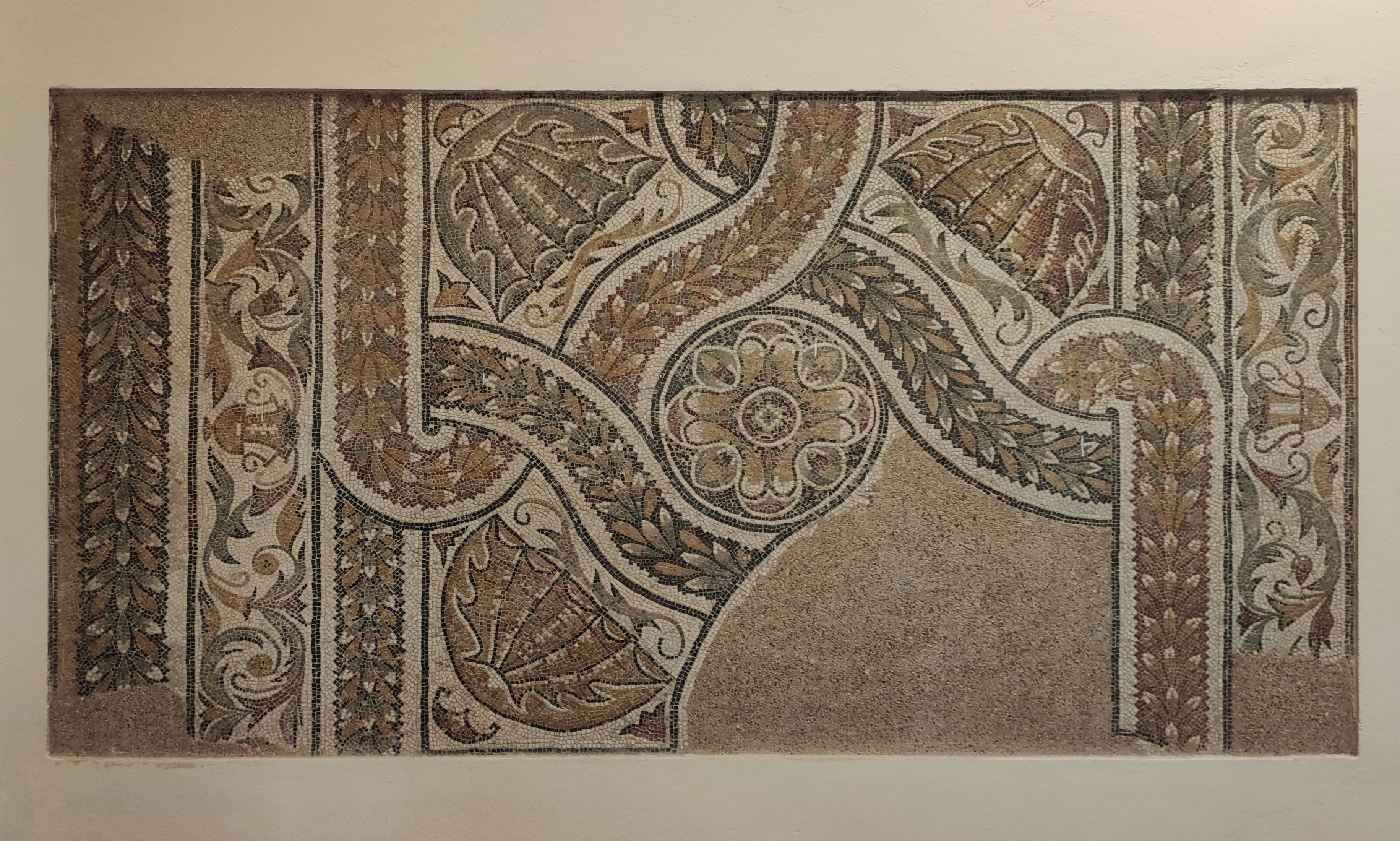
Мозаичный пол одного из домов
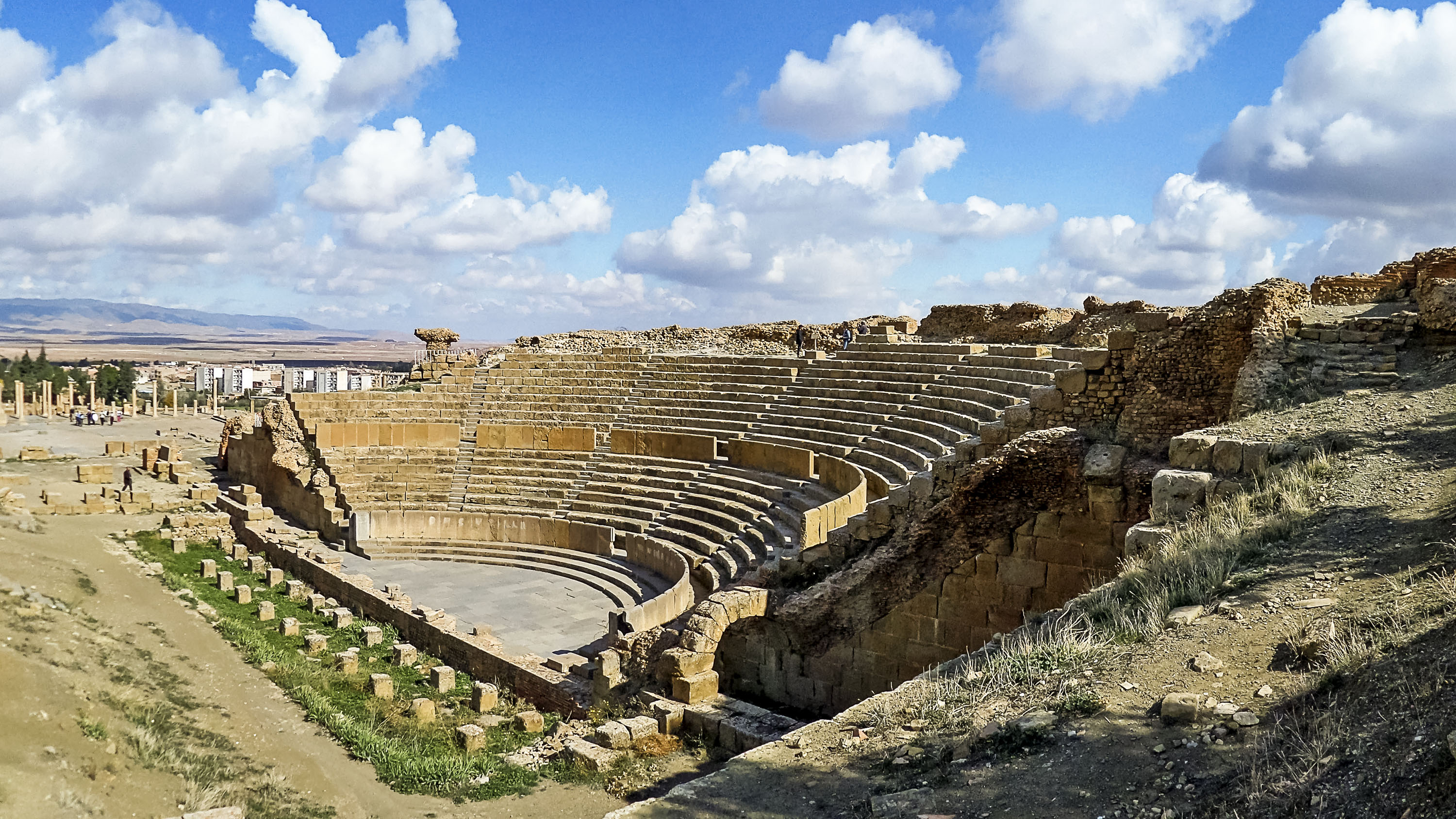
Руины римского театра
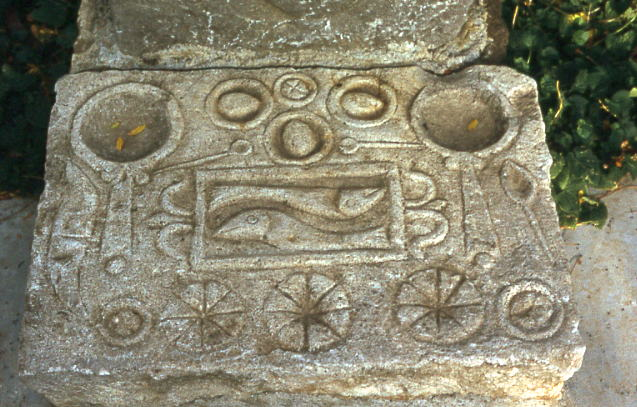
Погребальный столик для подношений
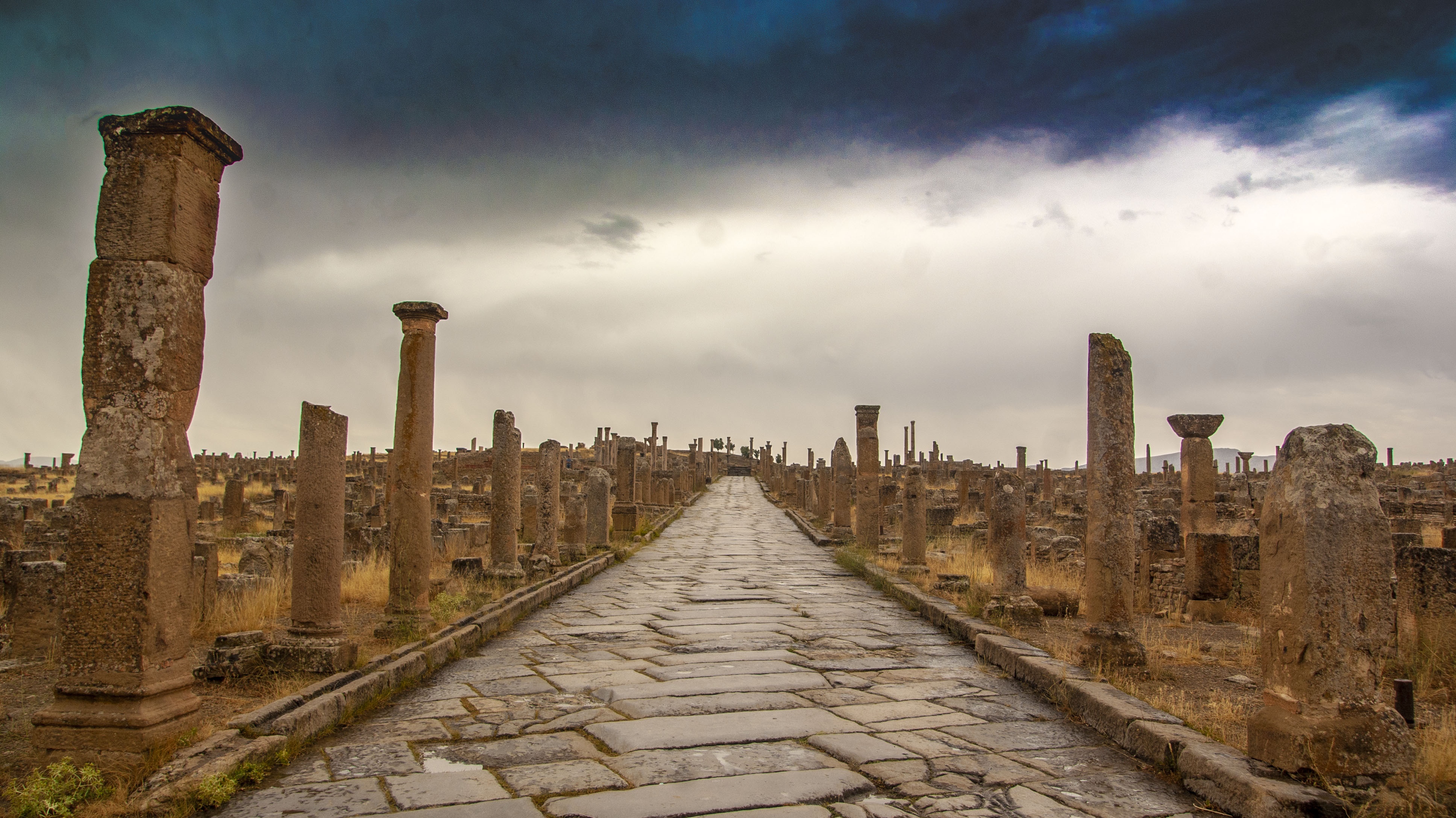
Коринфская колоннада, фланкирующая улицу

Руїни Тімгада. 1928 рік
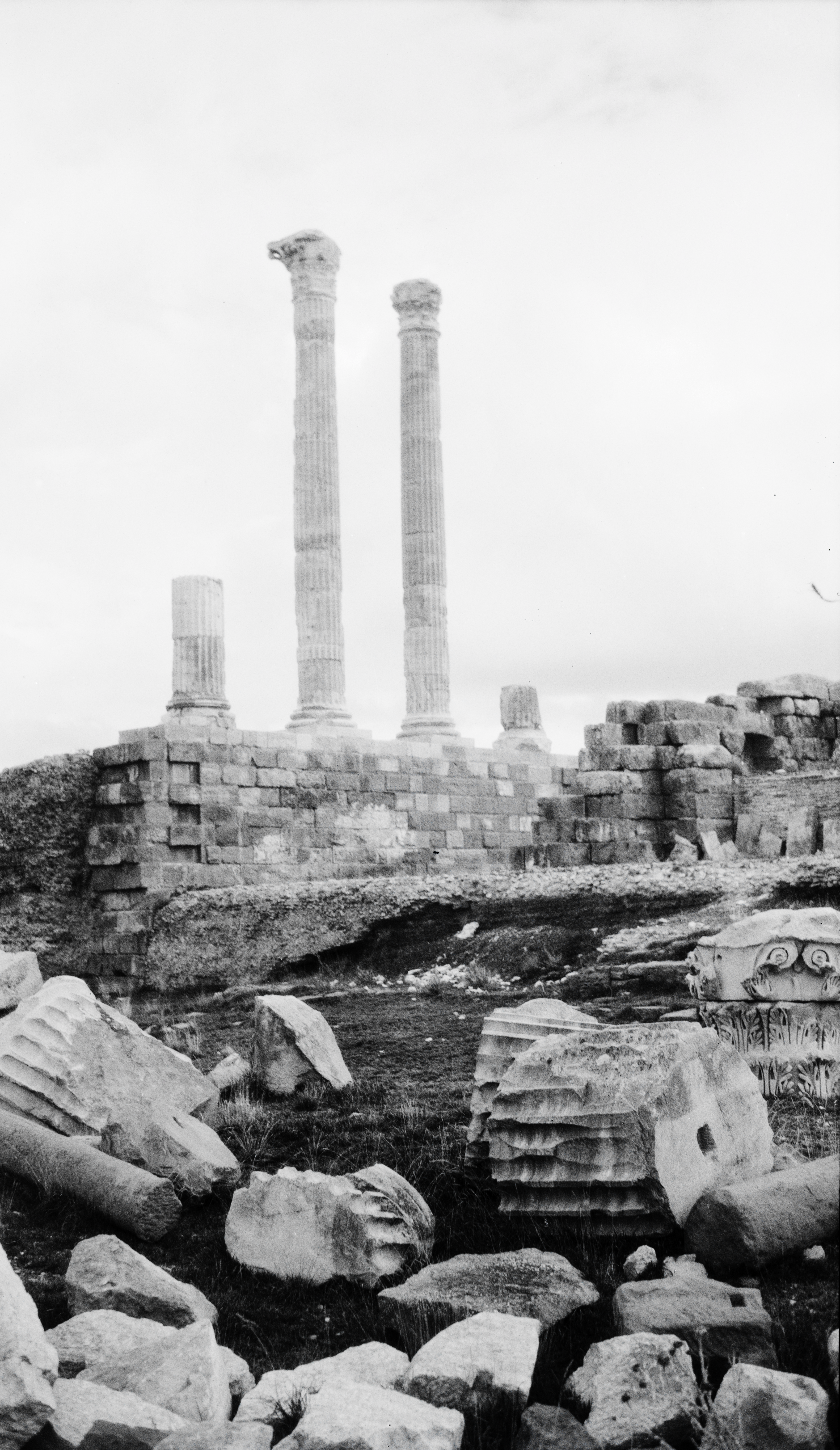
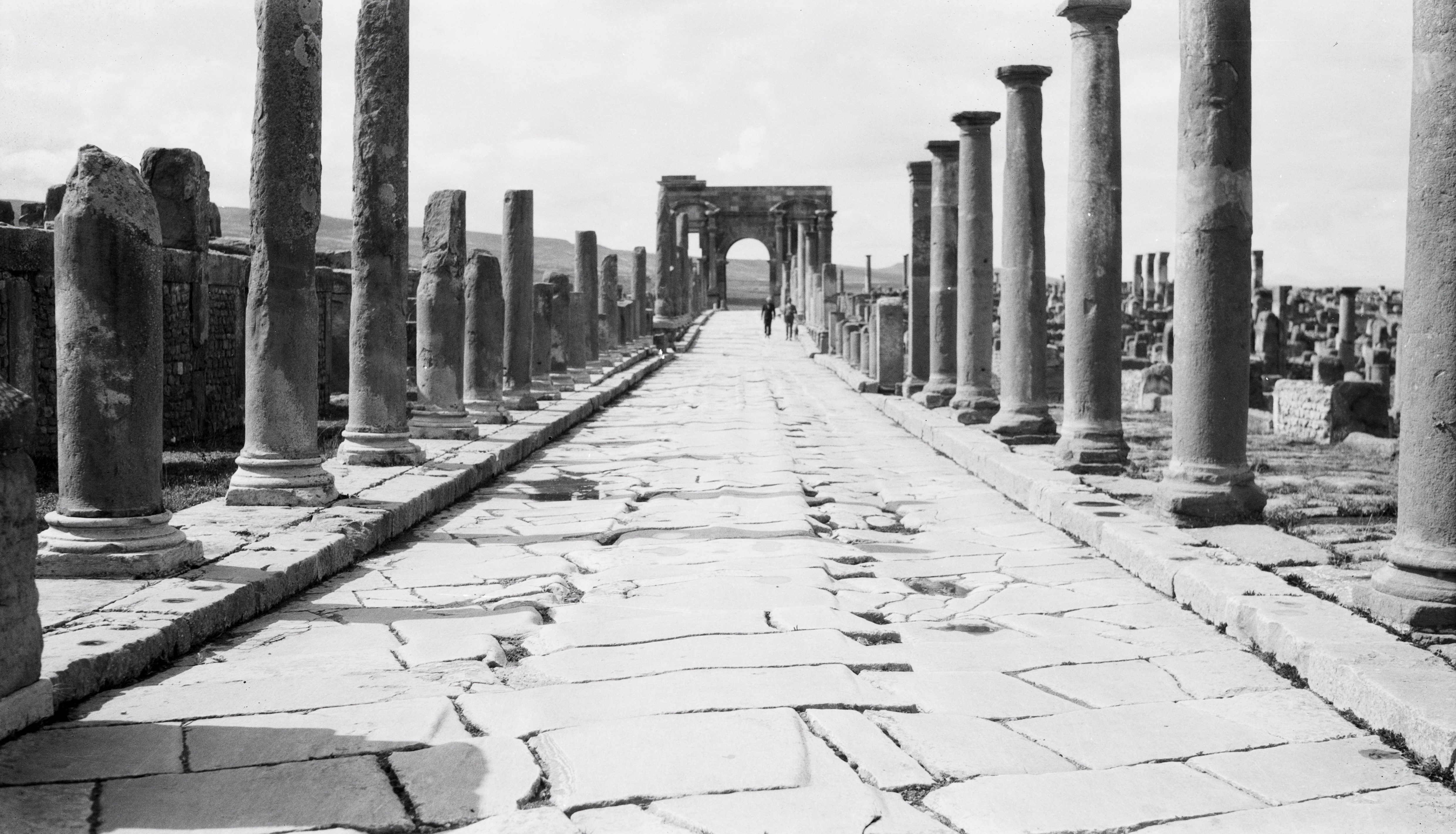
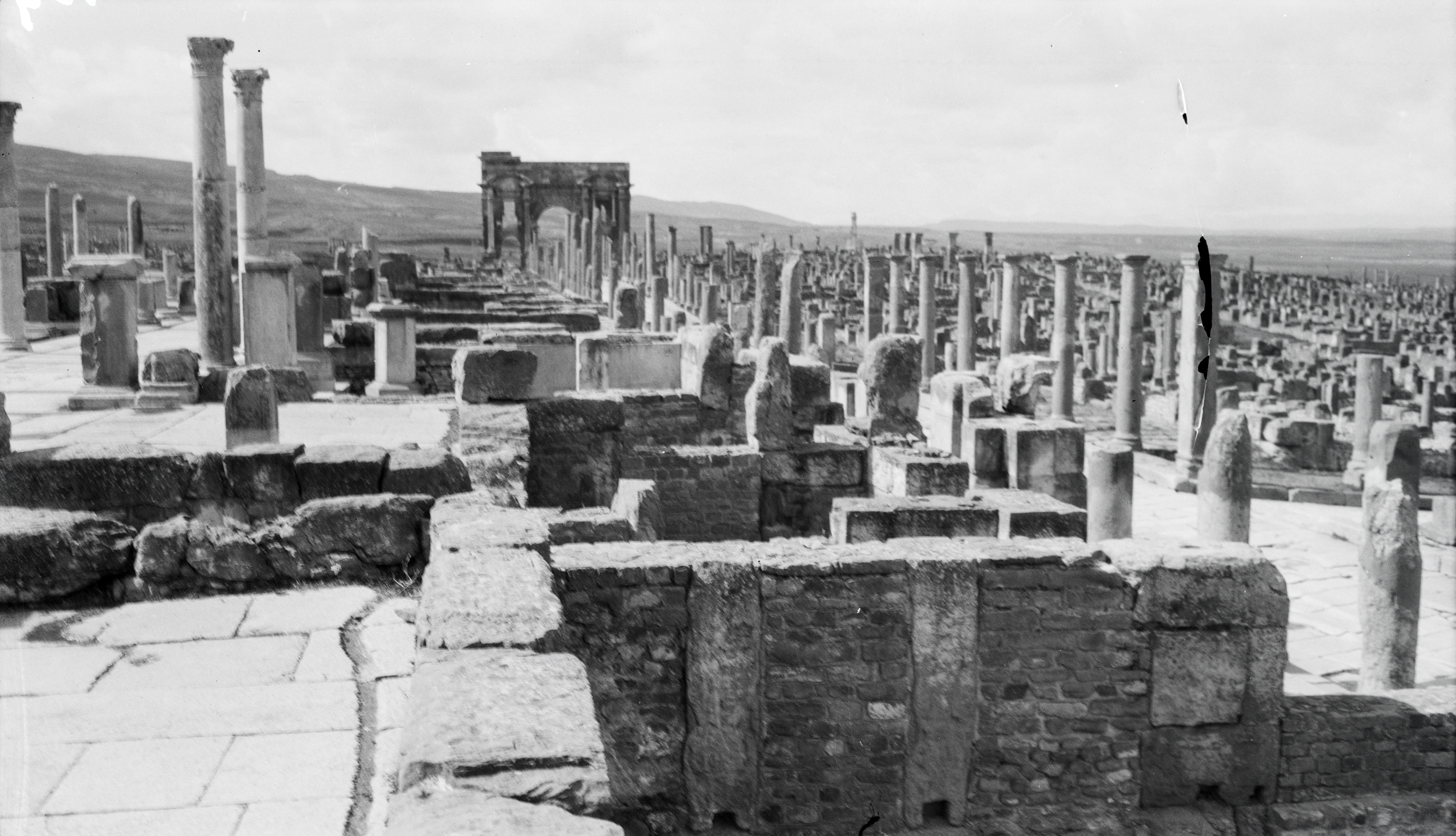
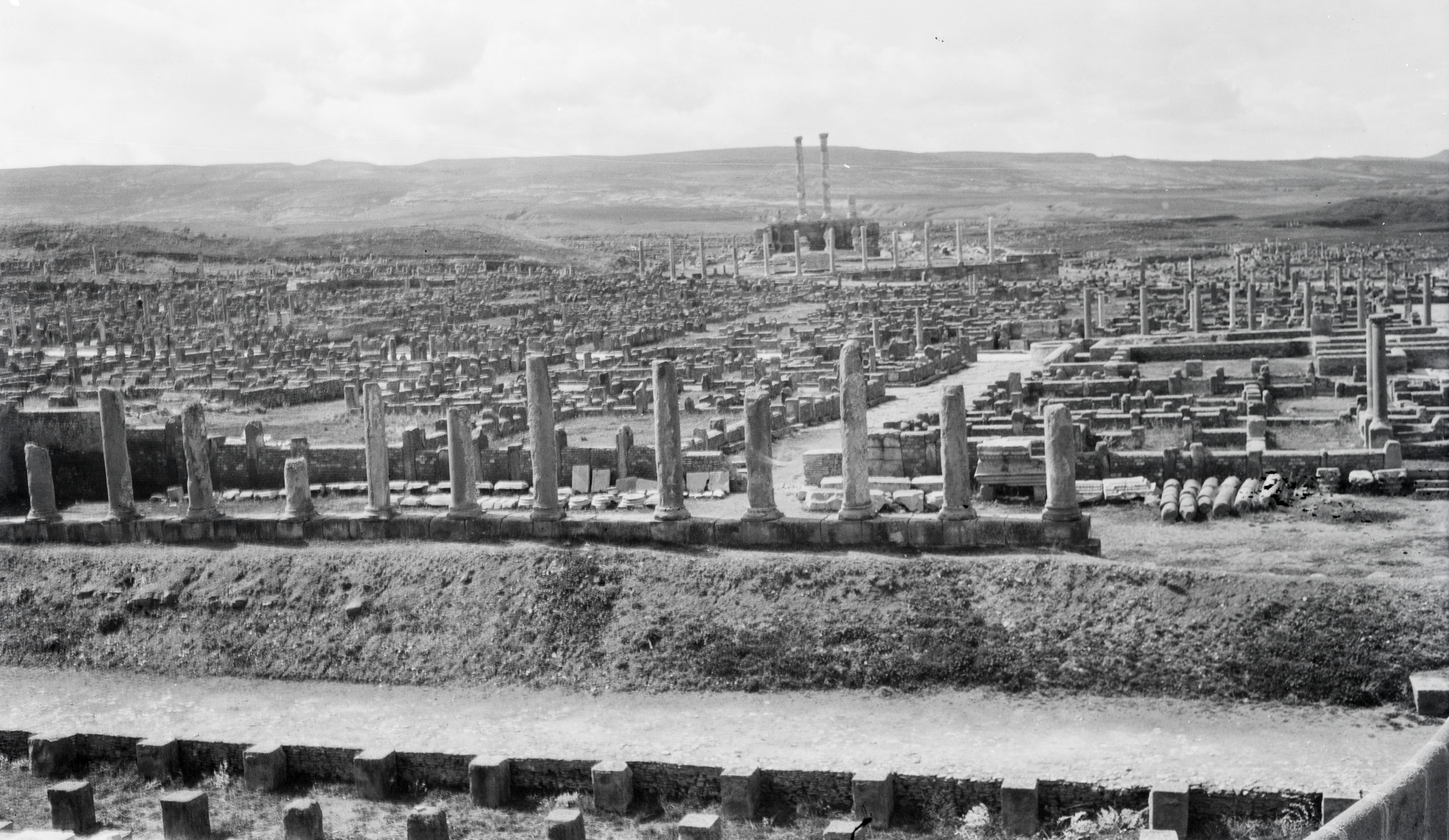
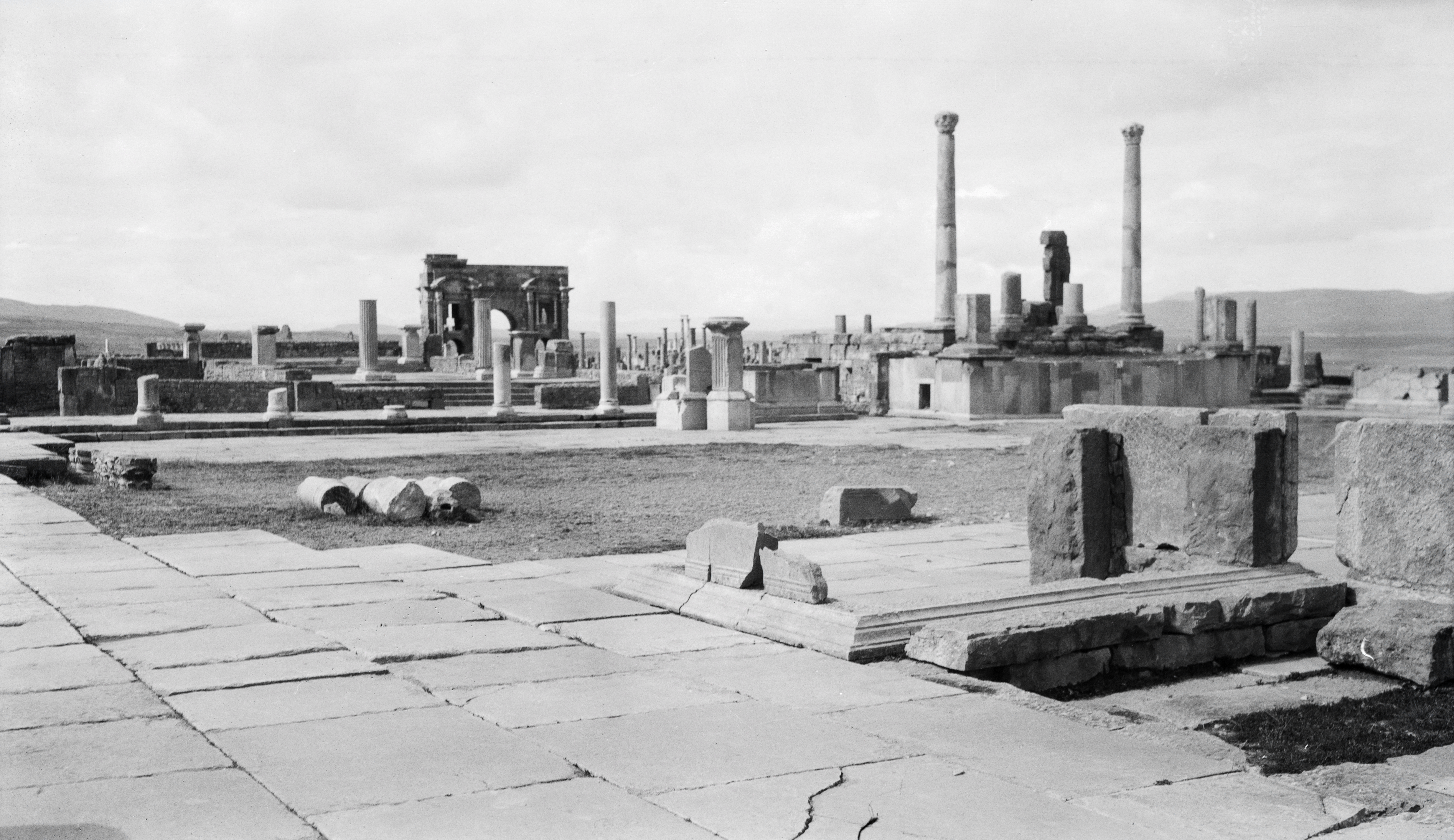
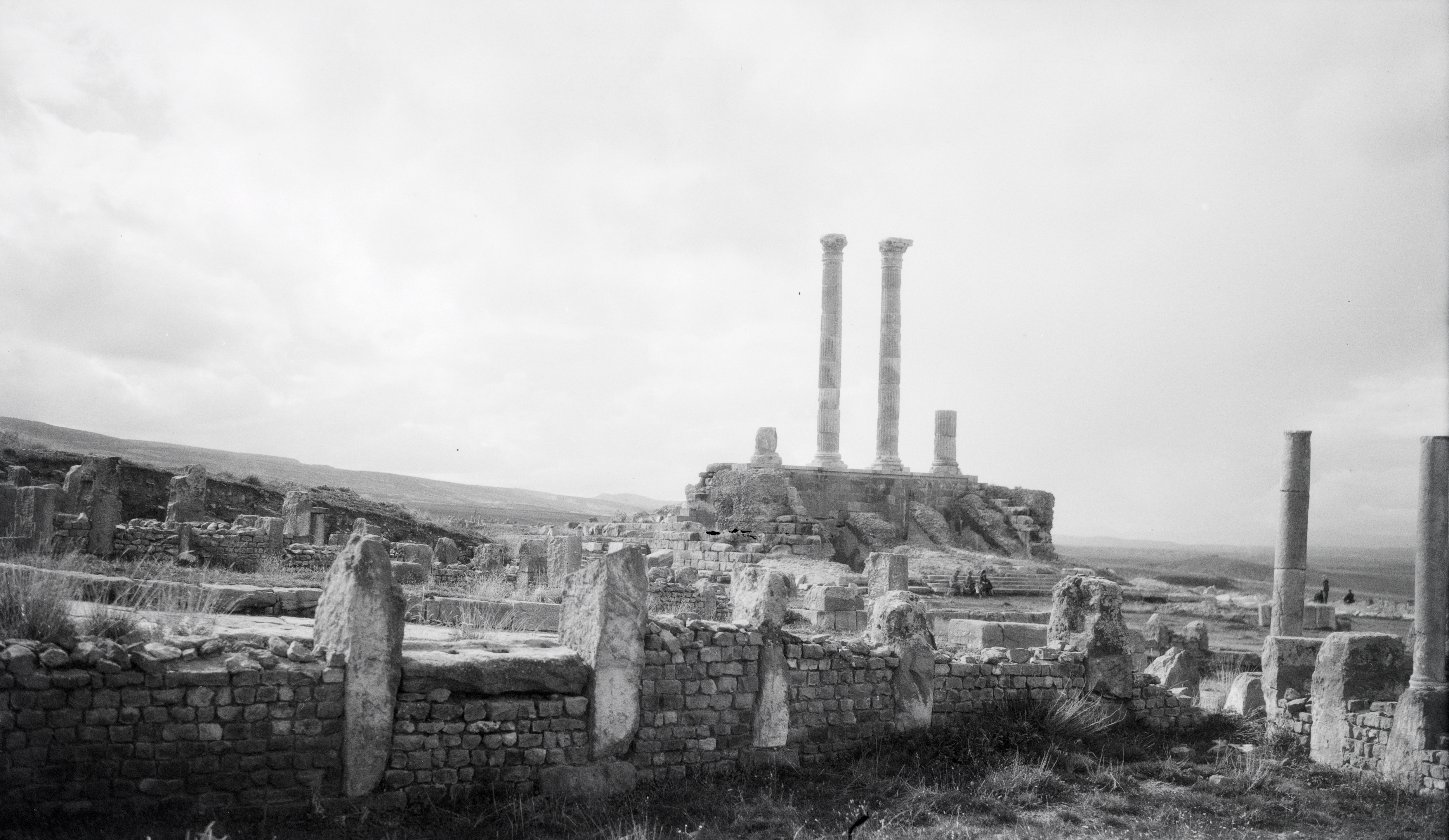
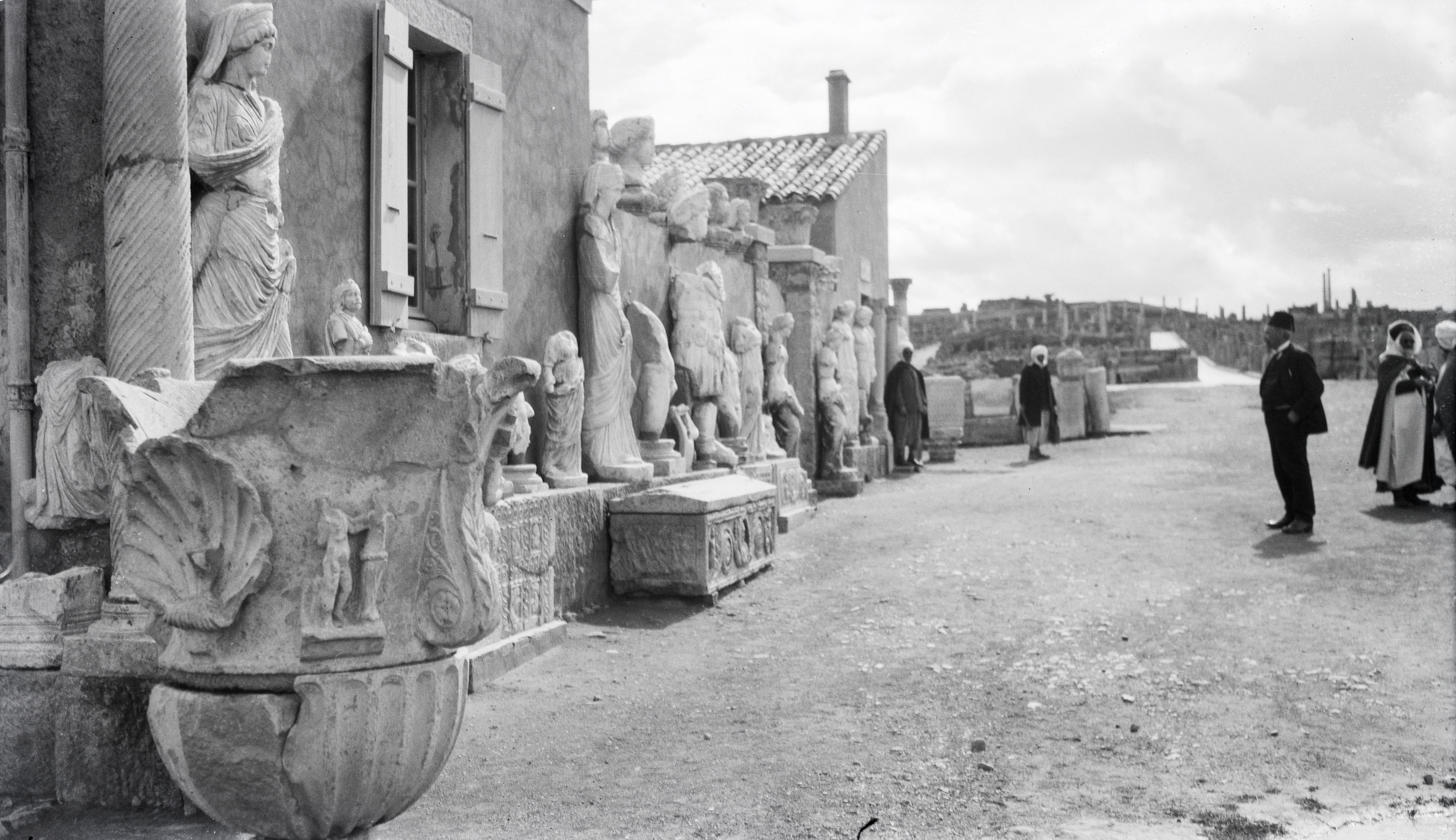
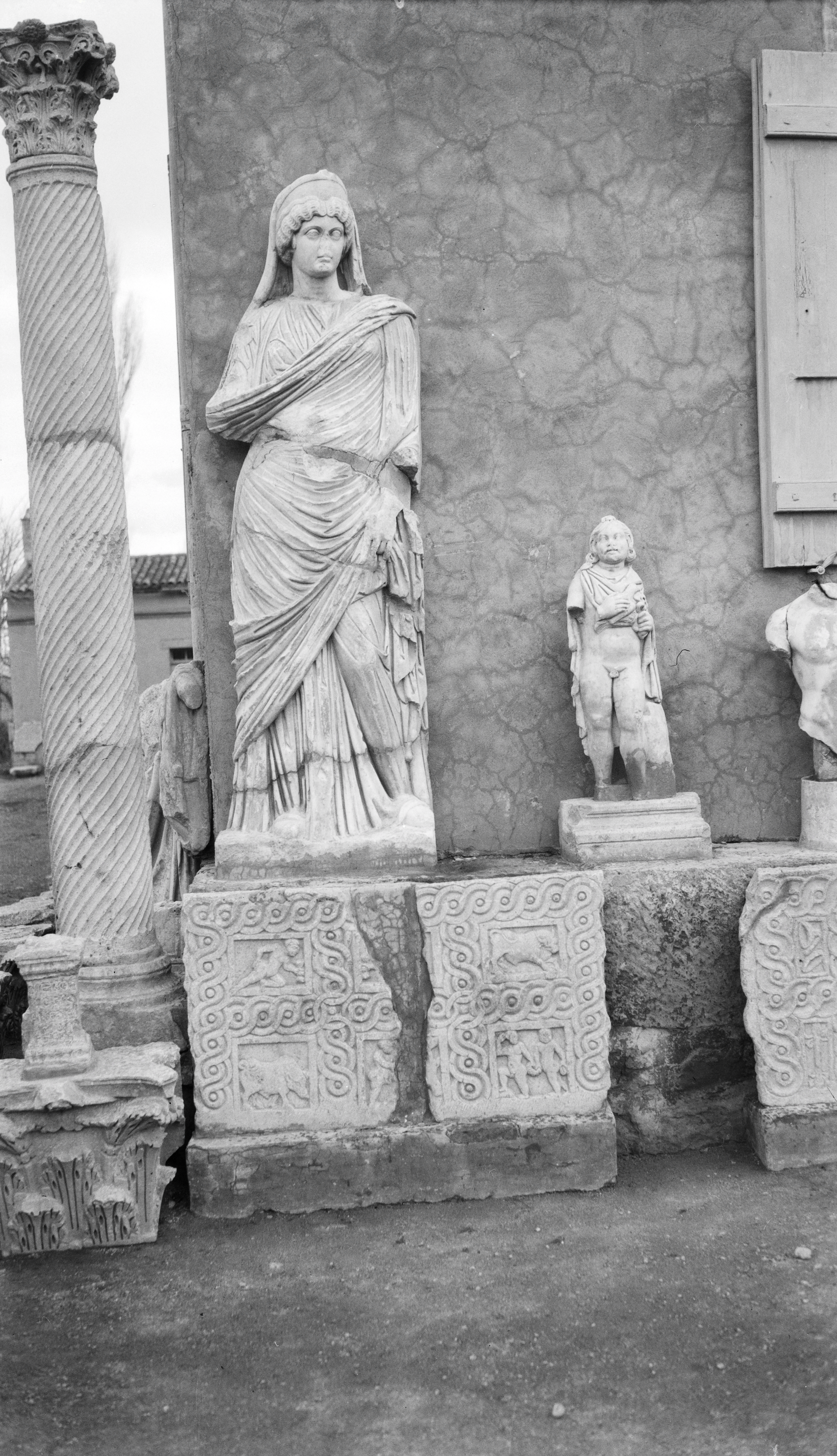
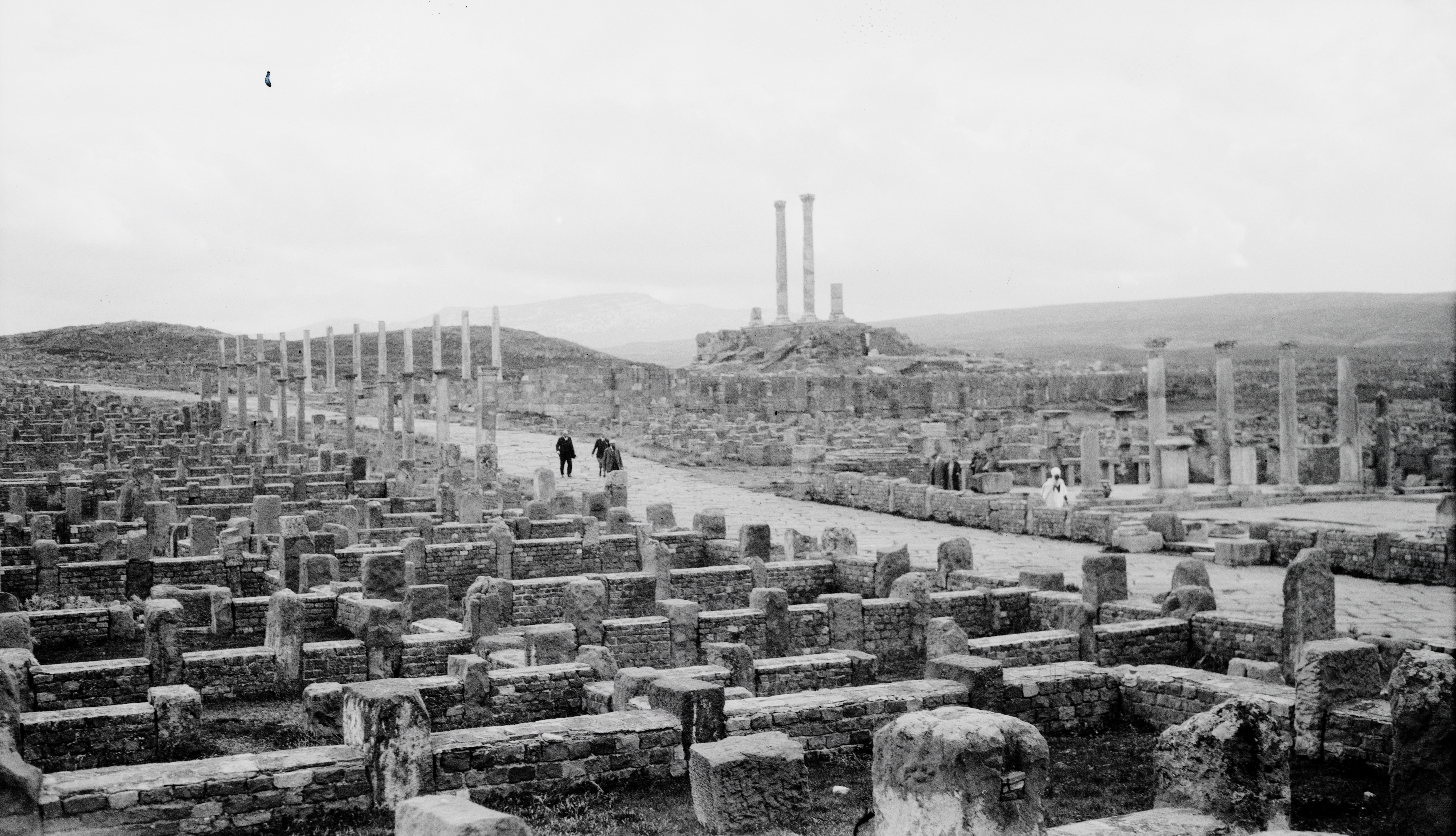